# Jay Karas
Jaime Eliezer „Jay“ Karas ist ein US-amerikanischer Film- und Fernsehregisseur.

## Leben
Jay Karas wuchs in Maryland, Virginia und Connecticut auf. Er besuchte die University of Southern California und ließ sich in Los Angeles nieder, wo er seine Regiekarriere startete. Diese begann mit zwei Specials zu den Nominierungen bei den MTV Movie Awards 1998 und MTV Movie Awards 1999. Anschließend arbeitete er für das Fernsehen, wo er ab 2007 für diverse Comedy-Serien und Sitcoms Regie führte, unter anderem für Parks and Recreation (NBC), Brooklyn Nine-Nine (Fox) sowie The Kids Are All Right (ABC). Showrunner war er bei der Mockumentary-Serie After Lately, die über drei Staffeln auf E! Entertainment Television lief.
Daneben führte er bei mehr als 25 Comedy-Specials für Stand-ups wie Ali Wong, Jeff Ross, Adam Devine und Bill Burr Regie.
2014 realisierte er seinen ersten Spielfilm Break Point, eine Filmkomödie mit Jeremy Sisto und David Walton über zwei Brüder, die für ein Grand-Slam-Turnier ihre Streitigkeiten beilegen.
2020 führte er Regie beim Film Mein WWE Main Event von WWE Studios, der exklusiv auf Netflix veröffentlicht wurde.

## Filmografie (Auswahl)

### Film
- 2007: Case Closed (Fernsehkurzfilm)
- 2013: The Back of the Class (Fernsehkurzfilm)
- 2014: Break Point
- 2014: Unstrung (Fernsehfilm)
- 2016: One Night Only: Lights Out (Fernsehkurzfilm)
- 2016: Der Tausch (The Swap, Fernsehfilm)
- 2018: Der Weihnachtsfluch – Nichts als die Wahrheit (The Truth About Christmas, Fernsehfilm)
- 2020: Mein WWE Main Event (The Main Event)

### Fernsehserien
- 2007: The Naked Trucker and T-Bones Show (8 Episoden, auch Showrunner)
- 2007–2008: Frank TV
- 2007–2008: Lil’ Bush: Resident of the United States (Showrunner)
- 2008: MADtv (3 Episoden)
- 2009: NESN Comedy All-Stars (8 Episoden)
- 2011–2013: After Lately (11 Episoden, auch Showrunner)
- 2012–2013: The Burn with Jeff Ross (12 Episoden)
- 2011–2017: Workaholics (8 Episoden)
- 2015–2017: Kirby Buckets (6 Episoden)
- 2016–2017: Dice (4 Episoden)
- 2016–2019: Those Who Can’t (4 Episoden)
- 2017–2019: Teachers (18 Episoden, auch Showrunner)
- 2018–2019: Splitting Up Together (4 Episoden)
- 2019: The Kids Are Alright (3 Episoden)

### Stand-Up
- 2008: Jeffrey Ross: No Offense – Live from New Jersey
- 2012: Christopher Titus: Neverlution
- 2012: Jimm Jefferies: Fully Functional
- 2012: Larry Wilmore’s Race, Religion & Sex in Florida
- 2012: Bill Burr: You People Are All the Same
- 2012: Jeff Ross Roasts America
- 2012: D.L. Hughley: Reset
- 2012: Jim Gaffigan: Mr. Universe
- 2013: Tom Green: Live
- 2013: Bob Saget: That’s What I’m Talkin’ About
- 2013: Doug Stanhope: Beer Hall Putsch
- 2015: Demetri Martin: Live (At the Time)
- 2015: Tig Notaro: Boyish Girl Interrupted
- 2015: Anjelah Johnson: Not Fancy
- 2015: Jimmy Dore: Sentenced to Live
- 2015: Sarah Colonna: I Can’t Feel My Legs
- 2015: Miranda Sings: Selp Helf
- 2015: Tom Segura: Mostly Stories
- 2016: Ali Wong: Baby Cobra
- 2016: Jeff Foxworthy & Larry the Cable Guy: We’ve Been Thinking
- 2017: Bill Burr: Walk Your Way Out
- 2017: Nick Offerman & Megan Mullally: Summer of 69: No Apostrophe
- 2017: Christina P: Mother Inferior
- 2018: Demetri Martin: The Overthinker
- 2018: Ali Wong: Hard Knock Wife
- 2018: Natasha Leggero & Moshe Kasher: The Honeymoon Stand Up Special
- 2018: Tom Segura: Disgraceful